# Digitaria complanata
Digitaria complanata är en gräsart som beskrevs av Paul Goetghebeur. Digitaria complanata ingår i släktet fingerhirser, och familjen gräs. Inga underarter finns listade i Catalogue of Life.